# Przełęcz Kruszelnicka
Przełęcz Kruszelnicka – przełęcz położona na terenie Pogórza Przemyskiego w Paśmie Kruszelnicy na wysokości 451 m n.p.m., pomiędzy szczytami Kruszelnicy (500 m n.p.m.) a Jawornika Dolnego (456 m n.p.m.). Nie biegnie tędy żaden znakowany szlak turystyczny, prowadzi jedynie leśna droga, łącząca wsie Dylągowa i Dąbrówka Starzeńska z  Żohatynem.